# Recopa Sudamericana 2011
La Recopa Sudamericana 2011 fue la decimonovena edición del torneo organizado por la Confederación Sudamericana de Fútbol, que enfrenta anualmente al campeón de la Copa Libertadores de América con el campeón de la Copa Sudamericana.
Fue disputada por Internacional de Brasil, vencedor de la Copa Libertadores 2010, e Independiente de Argentina, campeón de la Copa Sudamericana 2010. Los equipos se enfrentaron a doble partido, en dos encuentros jugados los días 10 y 24 de agosto de 2011, en el Estadio Libertadores de América de Avellaneda y el Estadio Beira-Rio de Porto Alegre. El cuadro brasileño alcanzó el título de manera agónica, al conseguir el gol consagratorio por intermedio de un penal ejecutado por Kléber a siete minutos del final del partido de vuelta, que le permitió ganar la serie con un global de 4-3. Significó la segunda estrella para Internacional en el certamen.

## Equipos participantes
|  | Independiente |  | Bandera de Argentina |  | Campeón de la Copa Sudamericana (2010) |
|  | Internacional |  | Bandera de Brasil    |  | Campeón de la Copa Libertadores (2010) |

## Sedes
| Avellaneda                      | Porto Alegre                   |
| ------------------------------- | ------------------------------ |
| Estadio Libertadores de América | Estadio Beira-Rio              |
| Capacidad: 43 777 espectadores  | Capacidad: 50 842 espectadores |
|                                 |                                |

## Resultados
| Bandera de Brasil | vs. | Bandera de Argentina |
| Internacional 1 3 | vs. | Independiente 2 1    |

### Partido de ida
| 10 de agosto de 2011, 21:50 (UTC-3) | Independiente                   | 2:1 (1:1) | Internacional | Estadio Libertadores de América, Avellaneda               |                                                           |
|                                     | M. Velázquez 41' · M. Pérez 72' |           | Damião 36'    | Asistencia: 40 000 espectadores Árbitro(s): Wilmar Roldán | Asistencia: 40 000 espectadores Árbitro(s): Wilmar Roldán |

| 1          | POR        | Hilario Navarro       |     |
| 6          | DEF        | Eduardo Tuzzio        |     |
| 2          | DEF        | Julián Velázquez      |     |
| 18         | DEF        | Gabriel Milito        |     |
| 3          | DEF        | Maximiliano Velázquez |     |
| 8          | MED        | Hernán Fredes         |     |
| 7          | MED        | Cristian Pellerano    |     |
| 22         | MED        | Iván Pérez            | 62' |
| 20         | MED        | Matías Defederico     | 62' |
| 19         | DEL        | Marco Pérez           |     |
| 9          | DEL        | Leonel Núñez          | 73' |
| Entrenador | Entrenador | Antonio Mohamed       |     |

| 1          | POR        | Muriel              |     |
| 2          | DEF        | Nei                 |     |
| 4          | DEF        | Fabian Guedes       |     |
| 3          | DEF        | Índio               |     |
| 6          | DEF        | Kléber              | 21' |
| 8          | MED        | Wilson Mathías      |     |
| 20         | MED        | Elton               |     |
| 7          | MED        | Tinga               |     |
| 18         | MED        | Jô                  | 82' |
| 10         | MED        | Andrés D'Alessandro | 75' |
| 17         | DEL        | Leandro Damião      |     |
| Entrenador | Entrenador | Osmar Loss          |     |

| 16 | MED | Nicolás Cabrera | 62' |
| 24 | DEL | Brian Nieva     | 62' |
| 11 | MED | Osmar Ferreyra  | 73' |

| 14 | MED | Fabrício          | 21' |
| 17 | MED | Andrézinho        | 75' |
| 23 | MED | Marquinhos Vilela | 82' |

| Anotado | 41' | Maximiliano Velázquez | 1:1 |
| Anotado | 72' | Marco Pérez           | 2:1 |

| Anotado | 36' | Leandro Damião | 0:1 |

| Amonestado | 68' | Cristian Pellerano |
| Amonestado | 76' | Julián Velázquez   |

| Amonestado | 4'  | Fabian Guedes       |
| Amonestado | 54' | Andrés D'Alessandro |

| Árbitro             | Wilmar Roldán    |
| Árbitros asistentes | Abraham González |
| Árbitros asistentes | Humberto Clavijo |
| Cuarto árbitro      | Albert Duarte    |

| 1          | POR        | Hilario Navarro       |     |
| 6          | DEF        | Eduardo Tuzzio        |     |
| 2          | DEF        | Julián Velázquez      |     |
| 18         | DEF        | Gabriel Milito        |     |
| 3          | DEF        | Maximiliano Velázquez |     |
| 8          | MED        | Hernán Fredes         |     |
| 7          | MED        | Cristian Pellerano    |     |
| 22         | MED        | Iván Pérez            | 62' |
| 20         | MED        | Matías Defederico     | 62' |
| 19         | DEL        | Marco Pérez           |     |
| 9          | DEL        | Leonel Núñez          | 73' |
| Entrenador | Entrenador | Antonio Mohamed       |     |

| 1          | POR        | Muriel              |     |
| 2          | DEF        | Nei                 |     |
| 4          | DEF        | Fabian Guedes       |     |
| 3          | DEF        | Índio               |     |
| 6          | DEF        | Kléber              | 21' |
| 8          | MED        | Wilson Mathías      |     |
| 20         | MED        | Elton               |     |
| 7          | MED        | Tinga               |     |
| 18         | MED        | Jô                  | 82' |
| 10         | MED        | Andrés D'Alessandro | 75' |
| 17         | DEL        | Leandro Damião      |     |
| Entrenador | Entrenador | Osmar Loss          |     |

| 16 | MED | Nicolás Cabrera | 62' |
| 24 | DEL | Brian Nieva     | 62' |
| 11 | MED | Osmar Ferreyra  | 73' |

| 14 | MED | Fabrício          | 21' |
| 17 | MED | Andrézinho        | 75' |
| 23 | MED | Marquinhos Vilela | 82' |

| Anotado | 41' | Maximiliano Velázquez | 1:1 |
| Anotado | 72' | Marco Pérez           | 2:1 |

| Anotado | 36' | Leandro Damião | 0:1 |

| Amonestado | 68' | Cristian Pellerano |
| Amonestado | 76' | Julián Velázquez   |

| Amonestado | 4'  | Fabian Guedes       |
| Amonestado | 54' | Andrés D'Alessandro |

| Árbitro             | Wilmar Roldán    |
| Árbitros asistentes | Abraham González |
| Árbitros asistentes | Humberto Clavijo |
| Cuarto árbitro      | Albert Duarte    |

### Partido de vuelta
| 24 de agosto de 2011, 21:50 (UTC-3) | Internacional                       | 3:1 (2:0) | Independiente    | Estadio Beira-Rio, Porto Alegre                             |                                                             |
|                                     | Damião 19', 25' · Kléber 83' (pen.) |           | M. Velázquez 48' | Asistencia: 39 000 espectadores Árbitro(s): Jorge Larrionda | Asistencia: 39 000 espectadores Árbitro(s): Jorge Larrionda |

| 1          | POR        | Muriel              |     |
| 2          | DEF        | Nei                 |     |
| 4          | DEF        | Bolívar             |     |
| 3          | DEF        | Índio               |     |
| 6          | DEF        | Kléber              |     |
| 20         | MED        | Elton               |     |
| 5          | MED        | Pablo Guiñazú       |     |
| 16         | MED        | Oscar               |     |
| 10         | MED        | Andrés D'Alessandro | 68' |
| 11         | DEL        | Dellatorre          | 71' |
| 9          | DEL        | Leandro Damião      |     |
| Entrenador | Entrenador | Dorival Júnior      |     |

| 1          | POR        | Hilario Navarro       |     |
| 6          | DEF        | Eduardo Tuzzio        |     |
| 2          | DEF        | Julián Velázquez      |     |
| 18         | DEF        | Gabriel Milito        |     |
| 3          | DEF        | Maximiliano Velázquez |     |
| 8          | MED        | Hernán Fredes         | 86' |
| 7          | MED        | Cristian Pellerano    |     |
| 22         | MED        | Iván Pérez            | 45' |
| 11         | MED        | Osmar Ferreyra        | 86' |
| 19         | DEL        | Marco Pérez           |     |
| 17         | DEL        | Facundo Parra         |     |
| Entrenador | Entrenador | Antonio Mohamed       |     |

| 17 | MED | Andrézinho | 68' |
| 18 | DEL | Jô         | 71' |

| 13 | MED | Iván Vélez        | 45' |
| 20 | MED | Matías Defederico | 86' |
| 9  | DEL | Leonel Núñez      | 86' |

| Anotado         | 19' | Leandro Damião | 1:0 |
| Anotado         | 25' | Leandro Damião | 2:0 |
| Anotado · Penal | 83' | Kléber         | 3:1 |

| Anotado | 48' | Maximiliano Velázquez | 2:1 |

|  |  |  |

| Amonestado | 22' | Maximiliano Velázquez |
| Amonestado | 34' | Eduardo Tuzzio        |
| Amonestado | 77' | Osmar Ferreyra        |
| Amonestado | 85' | Hernán Fredes         |

| Árbitro              | Jorge Larrionda   |
| Árbitros asistentes: | Pablo Fandiño     |
| Árbitros asistentes: | Mauricio Espinosa |
| Cuarto árbitro       | Líber Prudente    |

| 1          | POR        | Muriel              |     |
| 2          | DEF        | Nei                 |     |
| 4          | DEF        | Bolívar             |     |
| 3          | DEF        | Índio               |     |
| 6          | DEF        | Kléber              |     |
| 20         | MED        | Elton               |     |
| 5          | MED        | Pablo Guiñazú       |     |
| 16         | MED        | Oscar               |     |
| 10         | MED        | Andrés D'Alessandro | 68' |
| 11         | DEL        | Dellatorre          | 71' |
| 9          | DEL        | Leandro Damião      |     |
| Entrenador | Entrenador | Dorival Júnior      |     |

| 1          | POR        | Hilario Navarro       |     |
| 6          | DEF        | Eduardo Tuzzio        |     |
| 2          | DEF        | Julián Velázquez      |     |
| 18         | DEF        | Gabriel Milito        |     |
| 3          | DEF        | Maximiliano Velázquez |     |
| 8          | MED        | Hernán Fredes         | 86' |
| 7          | MED        | Cristian Pellerano    |     |
| 22         | MED        | Iván Pérez            | 45' |
| 11         | MED        | Osmar Ferreyra        | 86' |
| 19         | DEL        | Marco Pérez           |     |
| 17         | DEL        | Facundo Parra         |     |
| Entrenador | Entrenador | Antonio Mohamed       |     |

| 17 | MED | Andrézinho | 68' |
| 18 | DEL | Jô         | 71' |

| 13 | MED | Iván Vélez        | 45' |
| 20 | MED | Matías Defederico | 86' |
| 9  | DEL | Leonel Núñez      | 86' |

| Anotado         | 19' | Leandro Damião | 1:0 |
| Anotado         | 25' | Leandro Damião | 2:0 |
| Anotado · Penal | 83' | Kléber         | 3:1 |

| Anotado | 48' | Maximiliano Velázquez | 2:1 |

|  |  |  |

| Amonestado | 22' | Maximiliano Velázquez |
| Amonestado | 34' | Eduardo Tuzzio        |
| Amonestado | 77' | Osmar Ferreyra        |
| Amonestado | 85' | Hernán Fredes         |

| Árbitro              | Jorge Larrionda   |
| Árbitros asistentes: | Pablo Fandiño     |
| Árbitros asistentes: | Mauricio Espinosa |
| Cuarto árbitro       | Líber Prudente    |

|                                  |
| Bandera de Brasil                |
| Campeón Internacional 2.º título |